# Edisons 1970
De Edisons van 1970 werden op 11 september van dat jaar bekendgemaakt door de jury, die onder leiding stond van Willem Duys. Evenals voorgaande jaren werden de Edisons pas veel later uitgereikt, namelijk op 26 februari 1971 in de RAI in Amsterdam.
Volgens de jury werden de Edisons uitgereikt aan de beste plaatproducties die tussen 1 september 1969 en 31 augustus 1970 waren uitgebracht.
Neil Young won twee Edisons: een solo, en een als lid van Crosby, Stills, Nash & Young. Hij was de eerste artiest die in één jaar twee Edisons kreeg.

## Winnaars
Internationaal
- Vocaal: Udo Jürgens voor Das Goldene Udo Jürgens Album
- Vocaal: Peggy Lee voor Is That All There Is?
- Vocaal: Dusty Springfield voor From Dusty with Love
- Vocaal: Mel Tormé voor Raindrops Keep Falling on my Head
- Pop: The Band voor Stage Fright
- Pop: Chicago voor Chicago Transit Authority
- Pop: Crosby, Stills, Nash & Young voor Déjà Vu
- Pop: The Dillards voor Copperfields
- Pop: Bob Dylan voor Self Portrait
- Pop: Everly Brothers voor Original Greatest Hits
- Pop: Jimi Hendrix voor Band of Gypsys
- Pop: Joni Mitchell voor Lady of the Canyon
- Pop: Elvis Presley voor Worldwide 50 Gold Awards
- Pop: Rod Stewart voor An Old Raincoat Won't Ever Let You Down
- Pop: Neil Young voor Everybody Knows This Is Nowhere
- Jazz: Louis Armstrong voor Satchmo!
- Jazz: Quincy Jones voor Walking in Space

Het winnende album van Chicago staat ook bekend als simpelweg Chicago.
Nationaal
- Vocaal: Frans Halsema voor Tour de Frans
- Vocaal: Herman van Veen voor Morgen
- Pop: Golden Earring voor Golden Earring
- Cabaret: Paul van Vliet voor Een Avond aan Zee
- Jeugd: De Fabeltjeskrant voor Het Dierenbos Zingt
- Instrumentaal: Ekseption voor Beggar Julia's Time Trip
- Instrumentaal: Chris Hinze voor Vivat Vivaldi
- Volksrepertoire: Johnny Jordaan voor Tussen Kerstmis en Nieuwjaar

1960 · 1961 · 1962 · 1963 · 1964 · 1965 · 1966 · 1967 · 1968 · 1969 · 1970 · 1971 · 1972 · 1973 · 1974 · 1975 · 1976 · 1977 · 1978 · 1979 · 1980 · 1981 · 1982 · 1983 · 1984 · 1985 · 1986 · 1987 · 1988 · 1989 · 1990 · 1991 · 1992 · 1993 · 1994 · 1995 · 1996 · 1997 · 1998 · 1999 · 2000 · 2001 · 2002 · 2003 · 2004 · 2005 · 2006 · 2007 · 2008 · 2009 · 2010 · 2011 · 2012 · 2013 · 2014 · 2015 · 2016 · 2017 · 2018 · 2019 · 2020 · 2021 · 2022 · 2023 · 2024